# Вірівка (Покровський район)
Ві́рівка — село Добропільської міської громади Покровського району Донецької області, Україна.

## Історія

### Заснування
Засновано в кінці XVIII сторіччя. Спочатку належало поміщику капітану Олексію Григоровичу Шахову (тавро якого добре видно на керамічній цеглі будівель). Прибули в слободу Вірівку з села Олексіївки (нині село Шахове) в 1788 році. В 1795 році в слободі проживало 132 чоловіки і 107 жінок.
У списку населених місць Катеринославської губернії Бахмутського повіту за 1859 Веровка відзначена як село владельческая з 15 дворами і жителями — 57 чоловічої і 60 жіночої статі. Останніми власниками села були представники роду Роговських. Садиба належала поміщику Миколі Івановичу Роговському. Сам будинок э дуже цікавою памяткою архітектури початку ХХ сторіччя. Будівництво якокого було закінчено в 1912 році.
В 1905 році наймані робітники поляка Роговського організували страйк з вимогою підвищення їм заробітної плати і заміни керуюючого маєтком. Поміщик був змушений задовольнити вимоги робітників.
За відомостями 1908 року село Веровка входить до Криворізької волості і мало вже 30 дворів і 573 жителя — з них 287 жіночої і 286 чоловічої статі. В селі був свій невеликий кінний завод, велика ферма, на якій утримували дійних корів та овець.

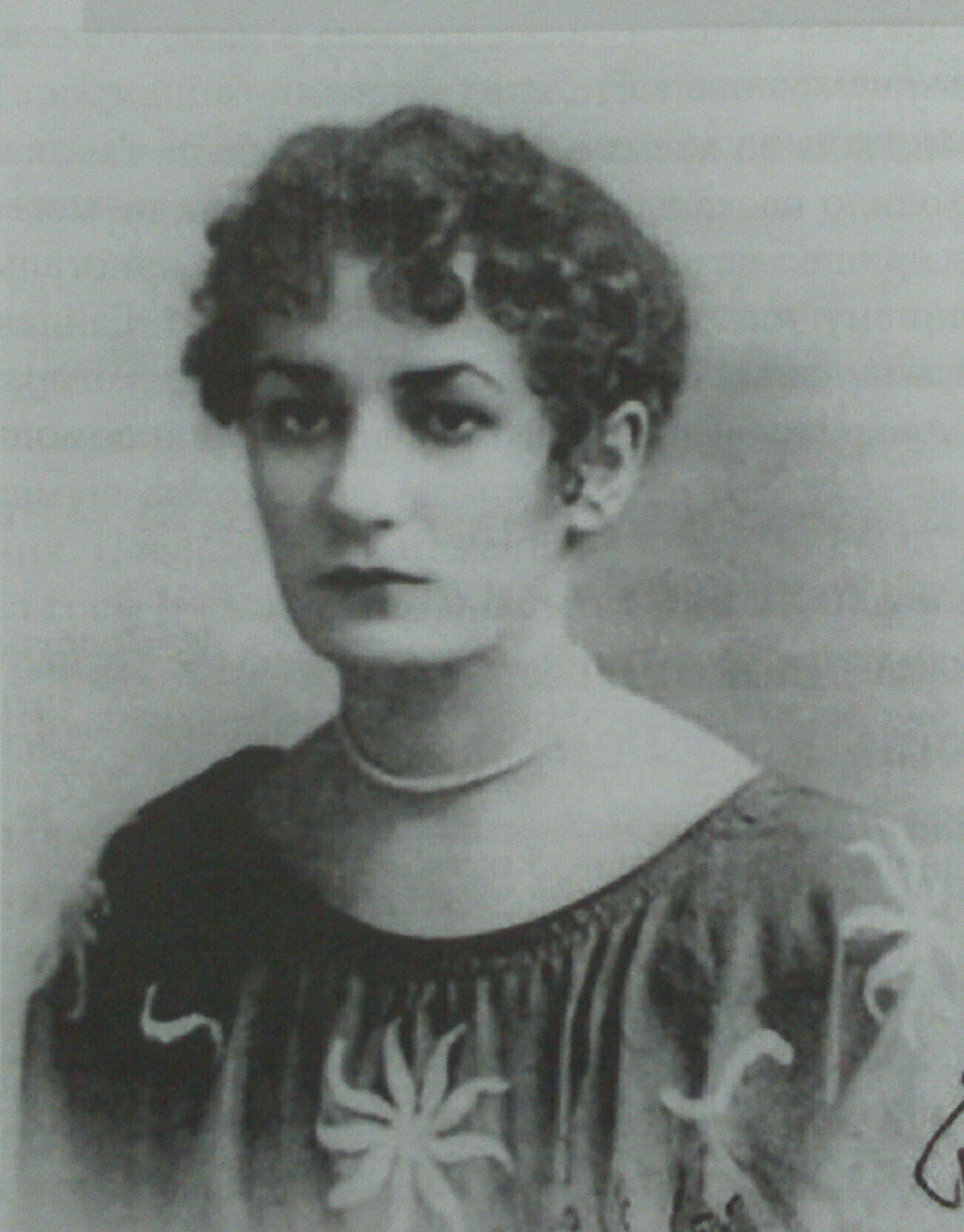
Марченко Ганна діячка уряду УНР.

Найближча церква була у селі Св'ятогорівці Церква Успіння Пресв'ятої Богородиці і прихожани села Вірівка входила в її прихід.
У 80-90-х роках XIX сторіччя кустарний видобуток вугілля в районі Вірівки вів поміщик С. Г. Роговский. Вугілля добували для потреб економії. Був розкритий пласт вугілля, що розроблявся в районі Завидового. На селянську шахту на правому березі річки Бик навпроти Завидового вказує і О. О. Гапєєв.

### Визвольні змагання
У роки Визвольних змагань діяв загін Р. Т. Тремби, який поповнило понад 100 місцевих селян.

### УРСР
У 1920 році в селі створено радгосп імені Кірова. В 1921 році почала працювати сільськогосподарська профшкола імені Тімірязєва, яка готувала кадри агрономів, зоотехніків і механізаторів. В 1923 році перейменовано в агротехнікум. Серед випусників школи був П. М. Семик — працівник Ради Міністрів УРСР, Т.П, Зелена — науковий працівник Донецької дослідної станції садівництва.

## Населення
Згідно з переписом УРСР 1989 року чисельність наявного населення села становила 716 осіб, з яких 334 чоловіки та 382 жінки.
За переписом населення України 2001 року в селі мешкало 666 осіб.

### Мова
Розподіл населення за рідною мовою за даними перепису 2001 року:
| Мова       | Відсоток |
| ---------- | -------- |
| українська | 87,86 %  |
| російська  | 11,99 %  |
| польська   | 0,15 %   |

## Вірівська ЗОШ І—ІІІ ступенів
Заснована в 1919 році як перша радянська школа . В 1921 році перетворена в сільськогосподарську школу імені Тімірязева, в 1923 році в агротехнікум. В 1935 році технікум перевели в Запорізьку область, а в селі Вірівка відкрили початкову школу. В 1950 році школа стала семирічною. В 1972 році відкрили нову школу на 320 учнів. В 2008 році школу закрили як малокомпонентну.

## Пам'ятники
- Маєток поміщика Роговського

## Відомі люди
- Марченко Ганна — чиновник в міністерстві преси та пропаганди Української Народної Республіки, учасниця першого та другого зимового табору бійця дивізії «Галичина».
- Дідович Устинія Юхимівна — Герой Соціалістичної праці.
- Малєєви Петро, Тетяна і Ніна (у шлюбі Сіноліцина) — нагороджені Ізраільським інститутом катастрофи і героїзму національного меморіалу Катастрофи (Холокоста) і Героїзму Яд ва-Шем медаллю і Почесною грамотою Праведники народів світу.

## Жертви сталінських репресій
- Синолицин Іван Пантелійович, 1886 року народження, село Св'ятогорівка Добропільського району Донецької області, українець, освіта початкова, безпартійний. Робітник радгоспу імені Саркісова. Проживав: хутір Вірівка Добропольського району Донецької області. Заарештований 8 січня 1937 року. Спецколегією Донецького облсуду у місті Сталіне (м. Донецьк) 20 червня 1937 року засуджений на 4 роки ВТТ з позбавленням прав на 3 роки. Реабілітований у 1960 році.
- Точка Андрій Гаврилович, 1911 року народження, село Вірівка Добропільського району Донецької області, українець, освіта початкова, безпартійний. Червоноармієць 195-го стрілецького полку 181-ї стрілецької дивізії. Заарештований 6 червня 1942 року. Засуджений Особливою нарадою при НКВС СРСР на 5 років ВТТ. Реабілітований у 1990 році.

## Галерея

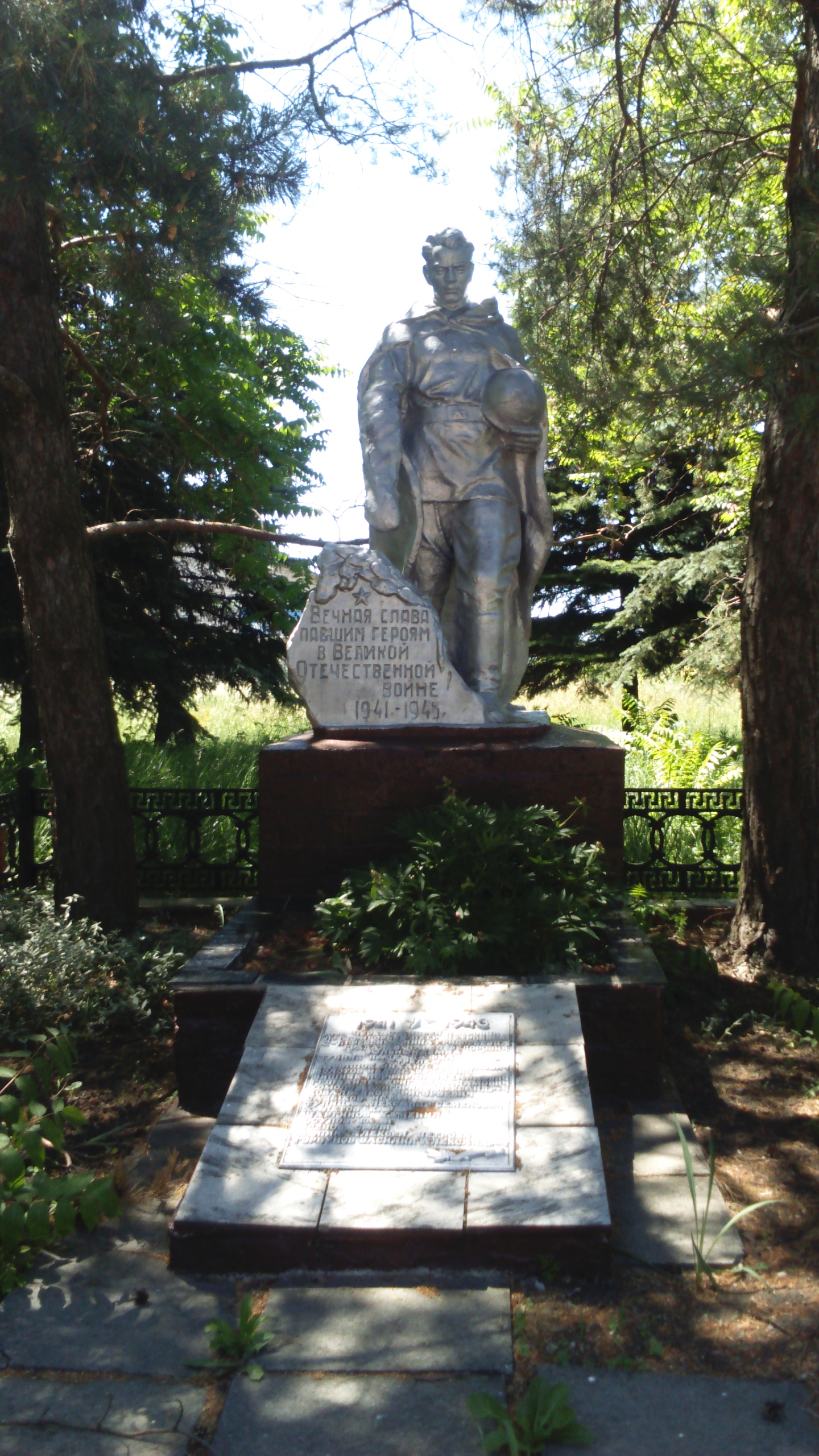
Пам'ятник ВВВ
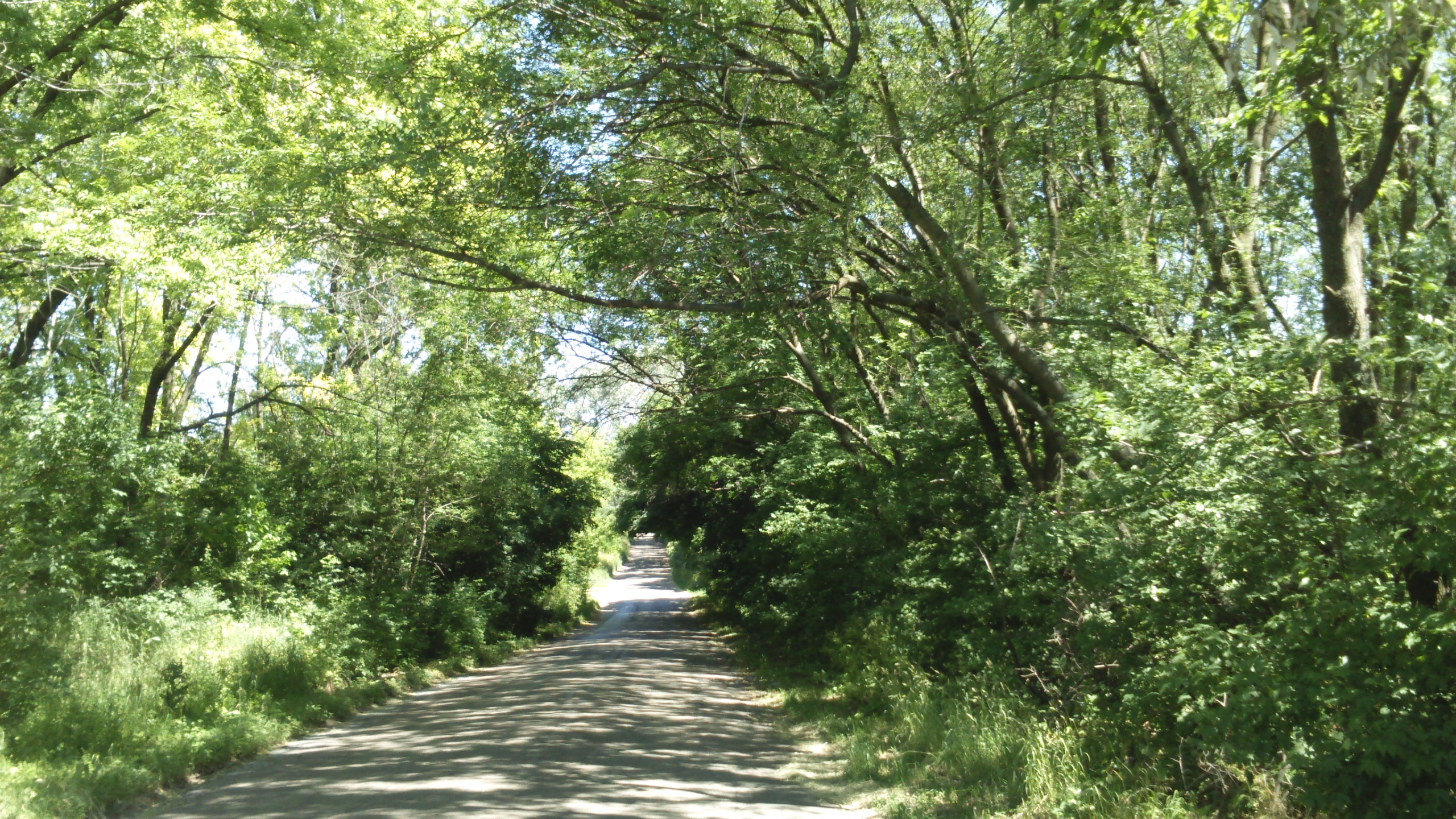
Ліс Рроговського
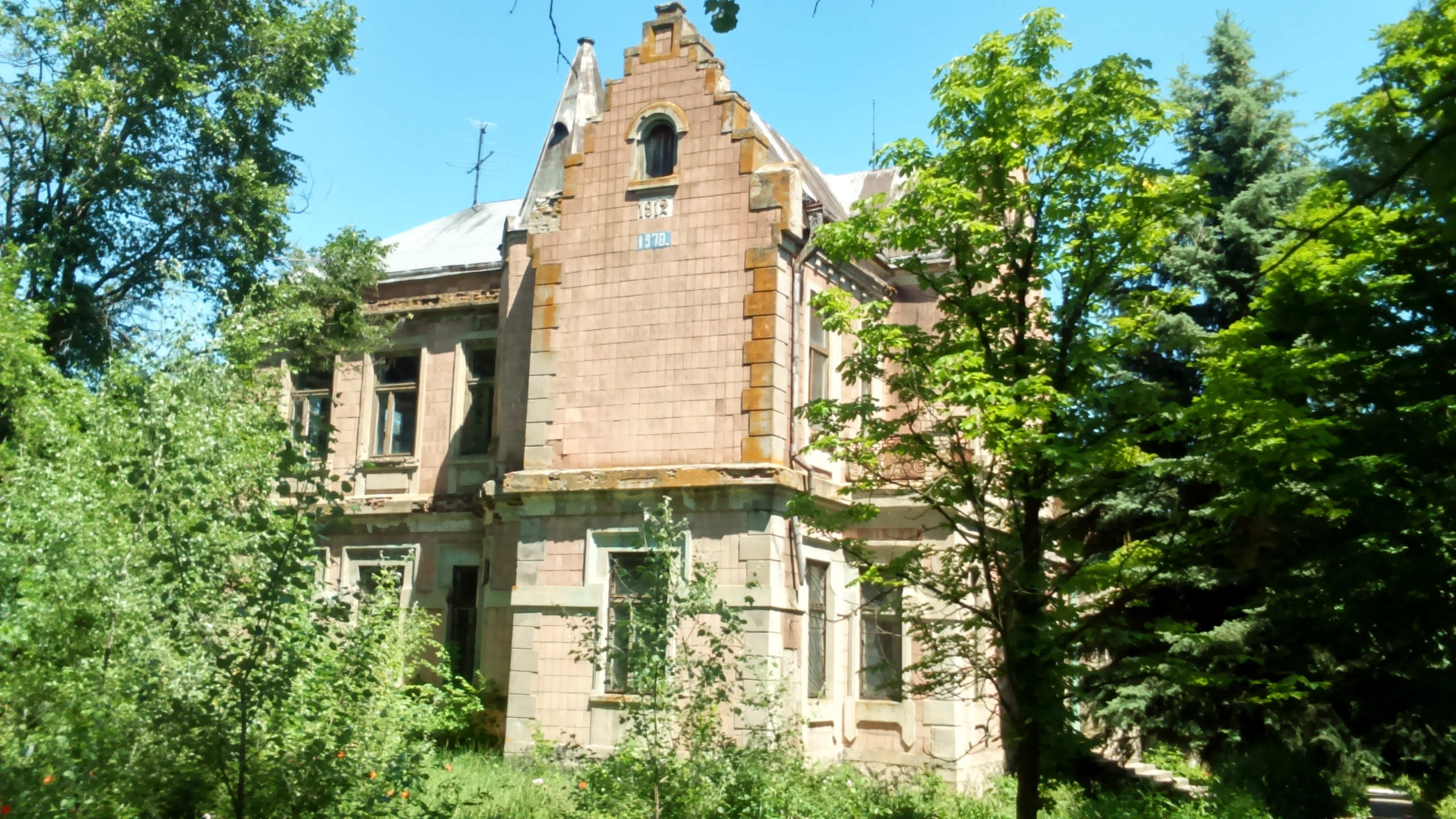
Маєток Роговського1
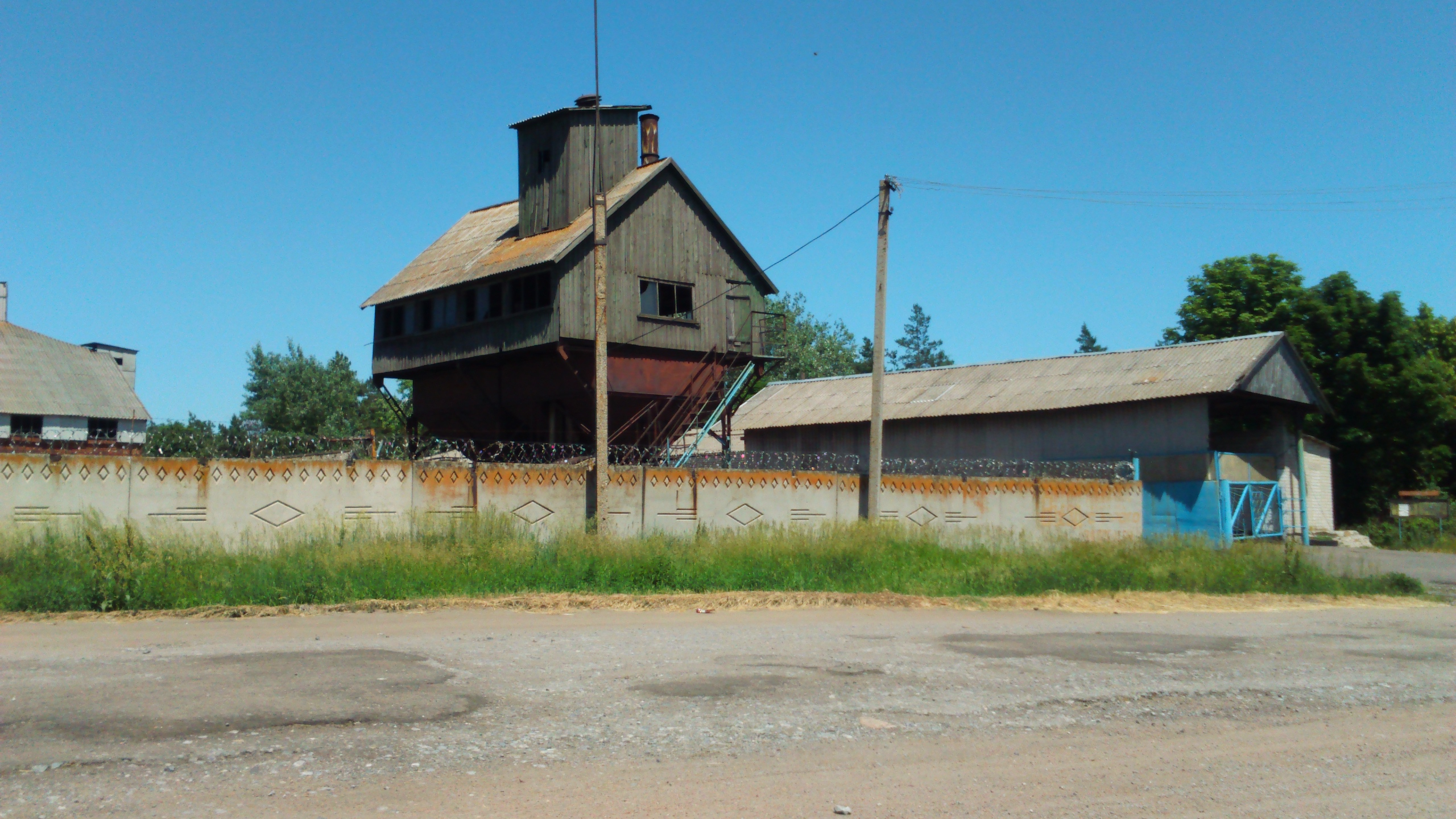
ТОК Вірівка
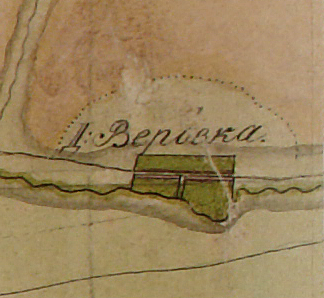
Вірівка на карті складеної в 1790-х роках.
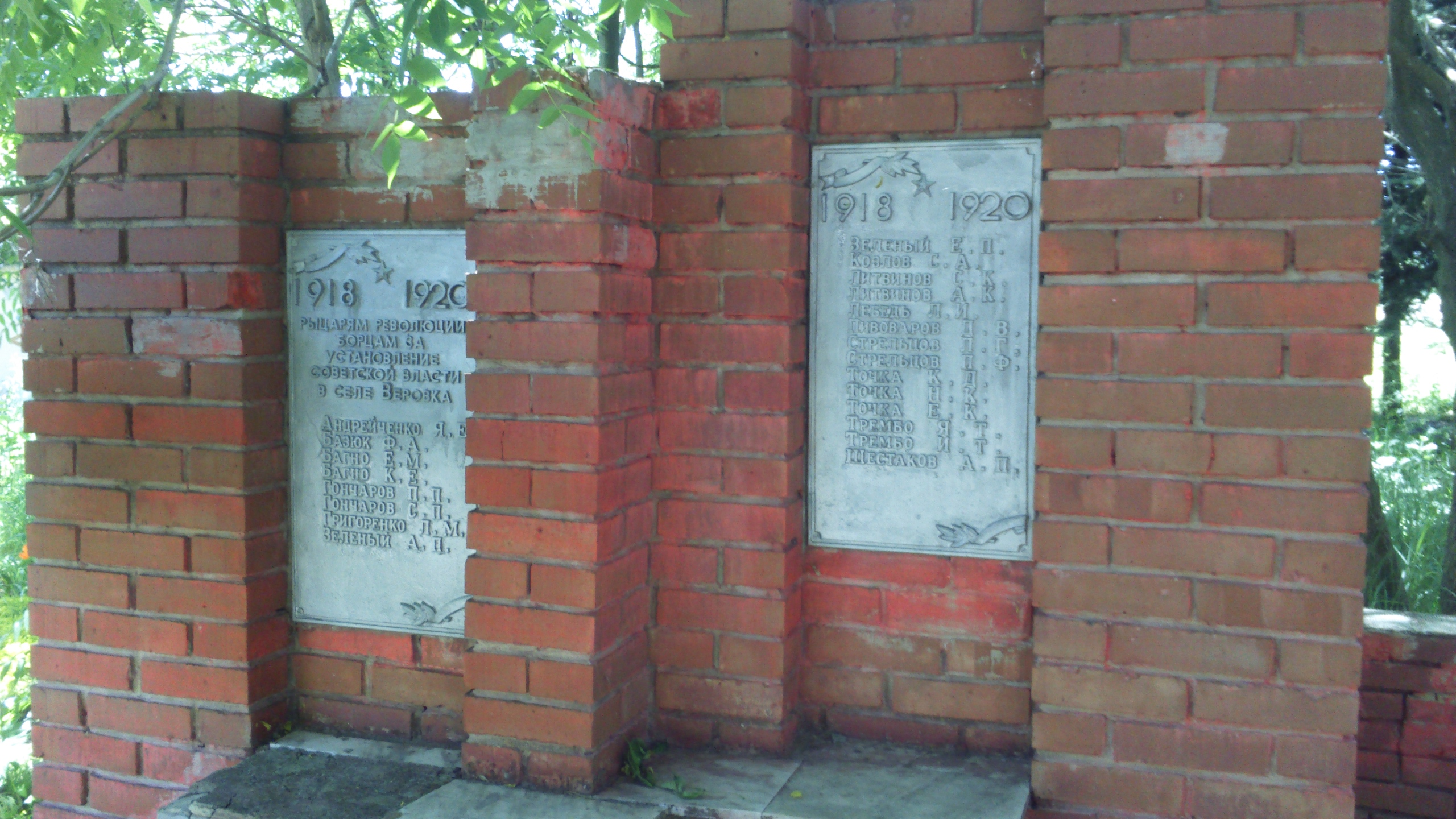
Пам'ятник борцям революції
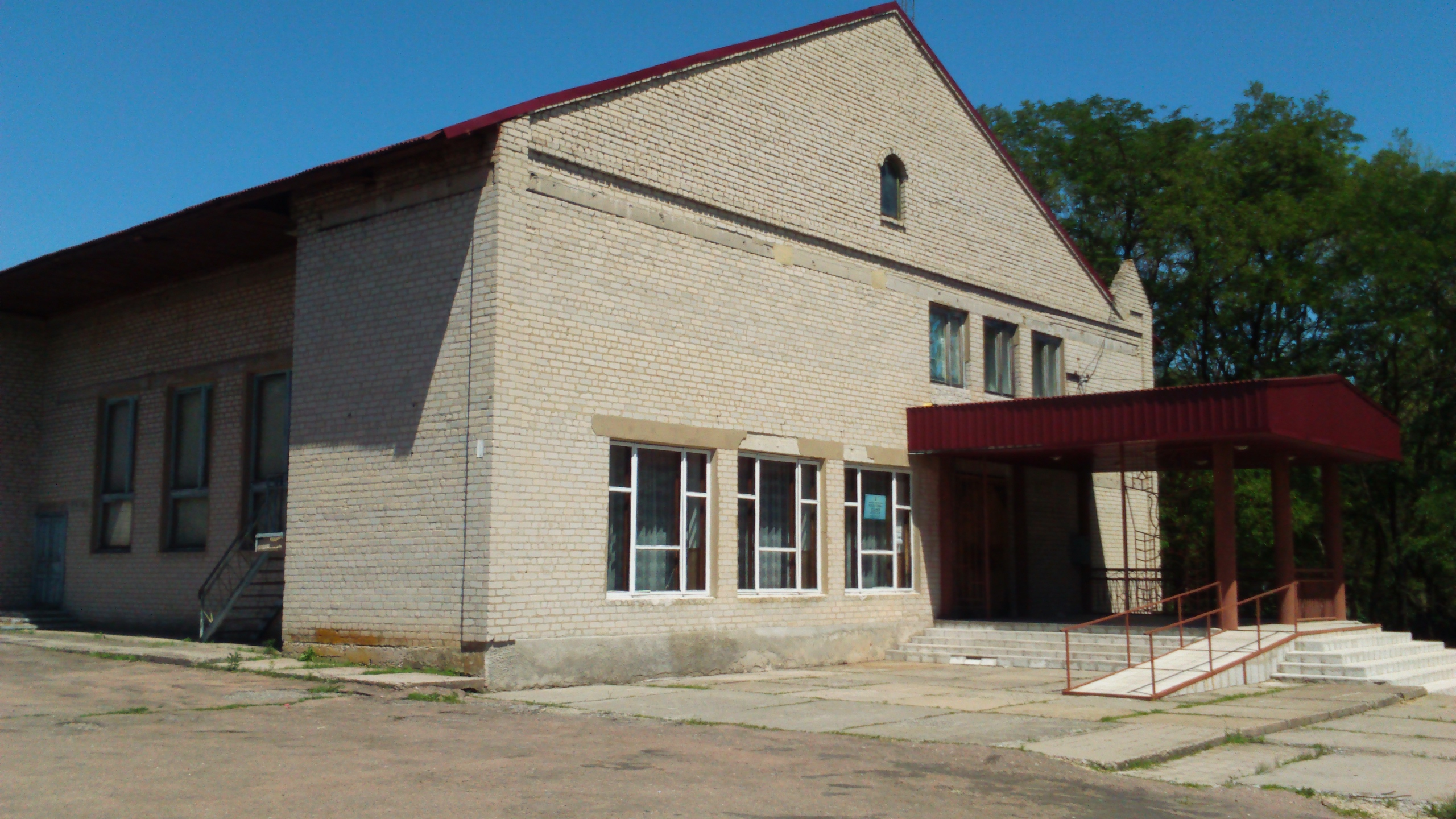
Будинок культури
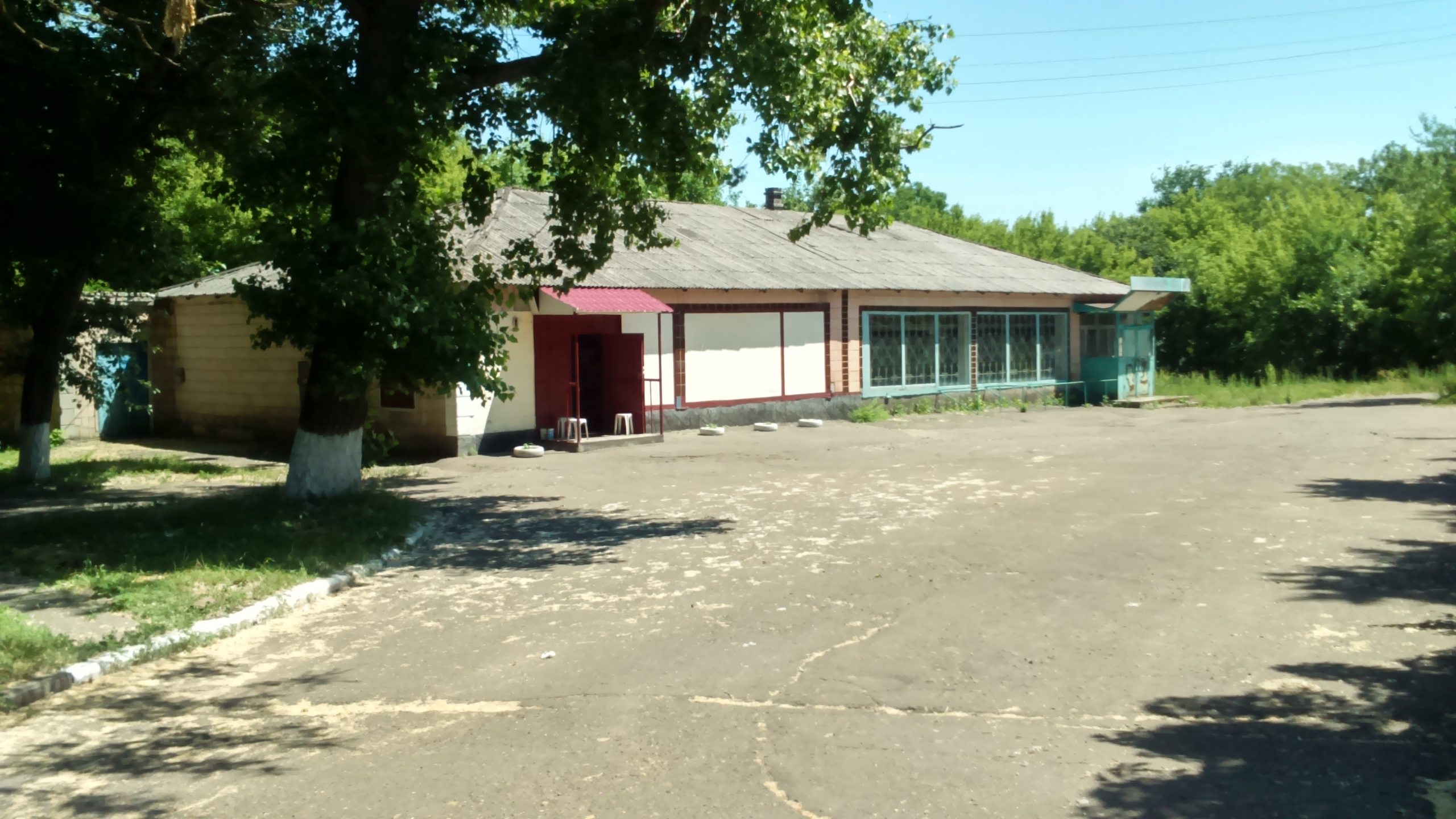
Магазин
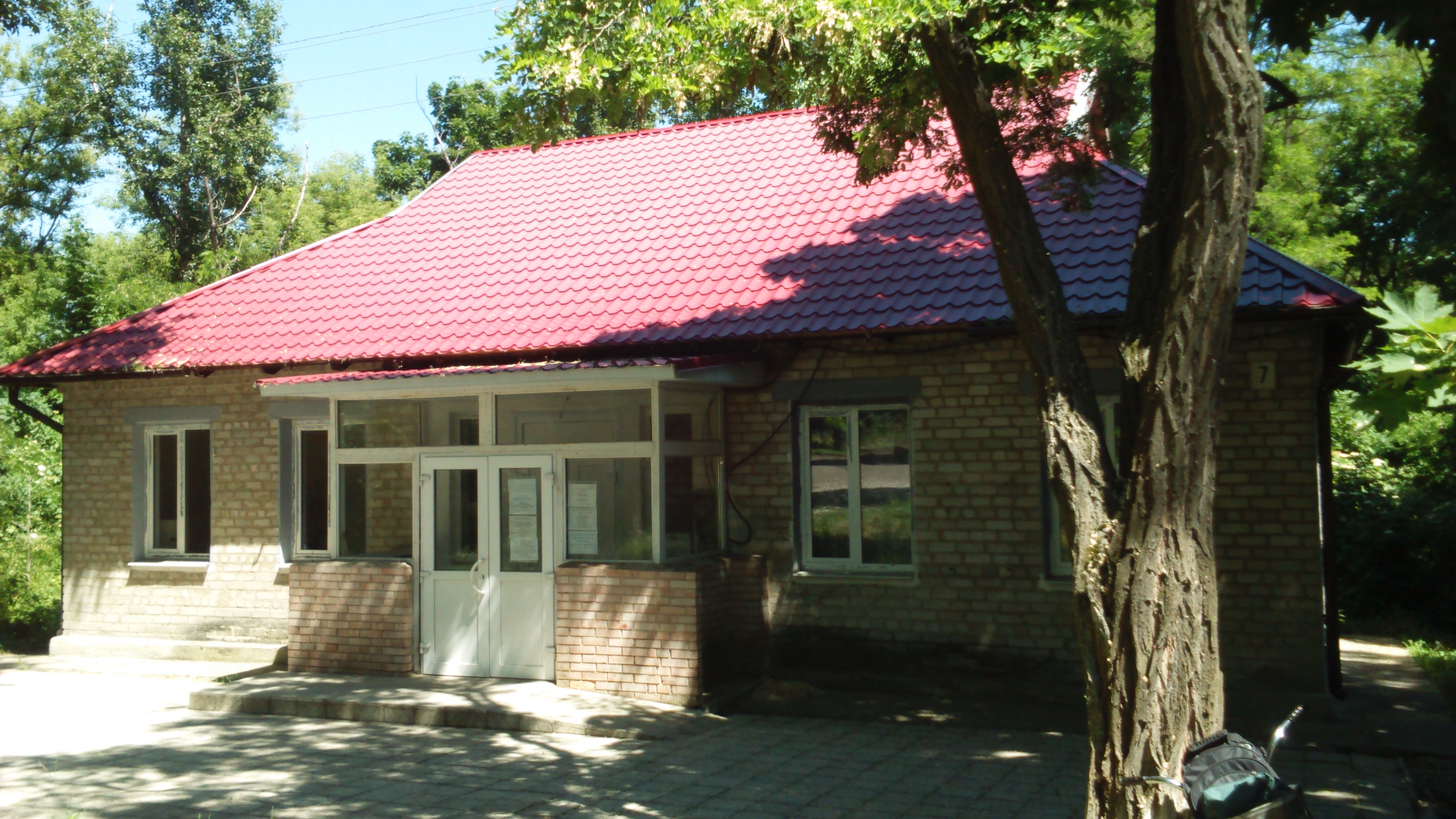
Медпункт
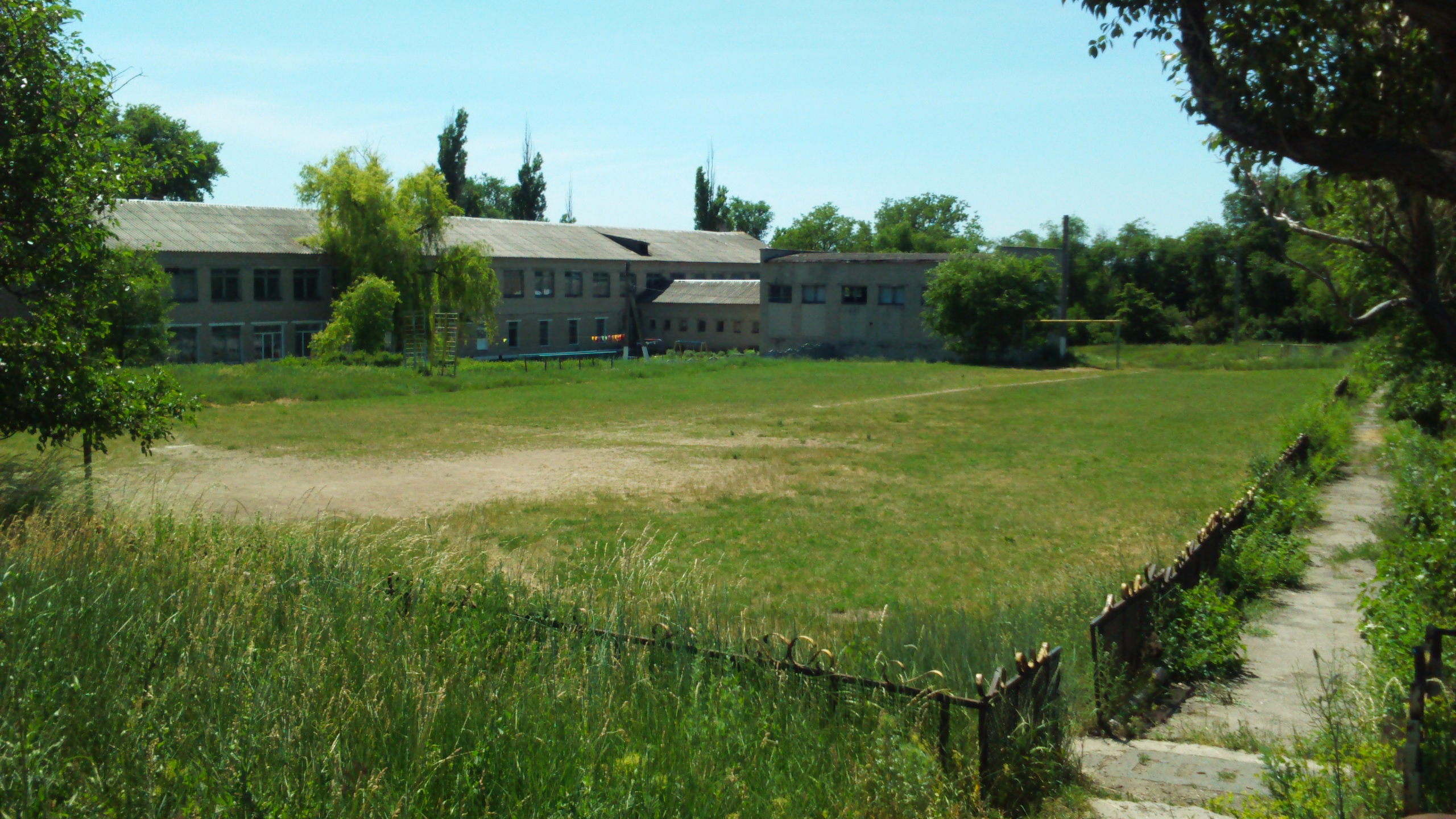
Школа